# Heinrich Breloer
Heinrich Breloer (Gelsenkirchen, 17 de fevereiro de 1942) é um escritor e diretor de cinema alemão.
Breloer ficou popular em seu país por ser considerado o "renovador do drama no cinema alemão".